# Vaterpolski klub Jadran Split
Le Vaterpolski klub Jadran Split est un club croate de natation sportive et de water-polo de Split.

## Historique
En 1920, est fondé le Pomorskog kluba Baluni qui devient en 1924 le JŠK Jadran, un an après avoir remporté le championnat de water-polo masculin du royaume des Serbes, Croates et Slovènes. Il est régulièrement présent en tête du championnat yougoslave après la Seconde Guerre mondiale. Son titre national de 1991 lui permet de remporter deux coupes d'Europe des clubs champions en 1992 et 1993.
Cependant, dans le championnat de Croatie instauré au début des années 1990, le VK Jadran ne remporte pas de titre face à la suprématie du VK Jug et du HAVK Mladost, et même de la concurrence d'un autre club de Split, champion en 1998, le POŠK.

## Palmarès masculin de water-polo

### Europe
- 2 coupes des clubs champions : 1992 et 1993.

### Yougoslavie
- 8 titres de champion : 1923, 1939, 1946, 1947, 1948, 1953, 1957, 1960 et 1991.